# FC Sestaponi

Altes Logo

Der FC Sestaponi (georgisch საფეხბურთო კლუბი ”ზესტაფონი”) ist ein georgischer Fußballverein aus Sestaponi. Der Klub wurde 2004 auf Betreiben der Besitzer des Stahlwerks Sestaponi gegründet und spielt in der Pirveli Liga. Das Heimstadion ist das Zentral-Stadion Sestaponi.

## Liga
Der Verein wurde 2011 und 2012 georgischer Meister.

## Erfolge
- Georgischer Meister (2): 2011, 2012
- Georgischer Pokalsieger: (1) 2008
  - Finalist: (3) 2005, 2006, 2012

## Spieler
- Nikolos Gelaschwili (2008–2012, 2014)
- Giorgi Popchadse (2011)
- Patrick Milchraum (2012–2013)

## Europapokalbilanz
Die Mannschaft qualifizierte sich für den UEFA Intertoto Cup 2007. Dort schied der Verein allerdings schon in der ersten Runde mit 0:3 und 2:0 gegen den kasachischen Vertreter Tobol Qostanai aus. Beginnend mit der Saison 2008/2009 nahm Sestaponi mehrmals an den Qualifikationsrunden zu den europäischen Vereinswettbewerben teil.
| Saison  | Wettbewerb            | Runde                  | Gegner                   | Gesamt | Hin     | Rück          |
| ------- | --------------------- | ---------------------- | ------------------------ | ------ | ------- | ------------- |
| 2007    | UEFA Intertoto Cup    | 1. Runde               | Tobol Qostanai           | 2:3    | 0:3 (A) | 2:0 (H)       |
| 2008/09 | UEFA-Pokal            | 1. Qualifikationsrunde | Győri ETO FC             | 2:3    | 1:1 (A) | 1:2 (H)       |
| 2009/10 | UEFA Europa League    | 1. Qualifikationsrunde | Lisburn Distillery       | 11:10  | 5:1 (A) | 6:0 (H)       |
| 2009/10 | UEFA Europa League    | 2. Qualifikationsrunde | Helsingborgs IF          | 3:4    | 1:2 (H) | 2:2 n. V. (A) |
| 2010/11 | UEFA Europa League    | 1. Qualifikationsrunde | SC Faetano               | 5:0    | 5:0 (H) | 0:0 (A)       |
| 2010/11 | UEFA Europa League    | 2. Qualifikationsrunde | FK Dukla Banská Bystrica | 3:1    | 3:0 (H) | 0:1 (A)       |
| 2010/11 | UEFA Europa League    | 3. Qualifikationsrunde | Karpaty Lwiw             | 0:2    | 0:1 (A) | 0:1 (H)       |
| 2011/12 | UEFA Champions League | 1. Qualifikationsrunde | FC Dacia Chișinău        | 3:2    | 3:0 (H) | 0:2 (A)       |
| 2011/12 | UEFA Champions League | 2. Qualifikationsrunde | SK Sturm Graz            | 1:2    | 1:1 (H) | 0:1 (A)       |
| 2011/12 | UEFA Europa League    | Play-offs              | FC Brügge                | 3:5    | 3:3 (H) | 0:2 (A)       |
| 2012/13 | UEFA Champions League | 2. Qualifikationsrunde | Neftçi Baku              | 2:5    | 0:3 (A) | 2:2 (H)       |
| 2014/15 | UEFA Europa League    | 2. Qualifikationsrunde | FC Spartak Trnava        | 0:3    | 0:0 (H) | 0:3 (A)       |

Gesamtbilanz: 24 Spiele, 7 Siege, 7 Unentschieden, 10 Niederlagen, 35:31 Tore (Tordifferenz +4)